# Hernando de Grijalva
Pour les articles homonymes, voir Juan de Grijalva.
Hernando de Grijalva, mort en 1537 au cours d'une traversée de l'océan Pacifique, est un navigateur et explorateur espagnol au service d'Hernán Cortés, principalement connu par la découverte de l'archipel des Revillagigedo (1534) et par la première traversée du Pérou à la Nouvelle-Guinée, lui-même étant tué en chemin par des marins mutinés. 
Ce dernier voyage est connu par les récits des Portugais António Galvão (-1537) , qui a recueilli le témoignage de marins rescapés, et Diogo do Couto (1542-1616). 

## Biographie

### Origines familiales
Ses date et lieu de naissance ne sont pas connus avec certitude.
Il est peut-être apparenté au navigateur Juan de Grijalva, qui a exploré les côtes du Mexique du Yucatán à l'île San Juan de Ulúa en 1518.

### Débuts dans le Nouveau Monde
En 1518, il se trouve à Cuba, conquise depuis 1511, au moment où Hernan Cortés prépare son expédition au Mexique. Hernando de Grijalva y prend part assez tôt. 
En août 1521, Cortés s'empare de la capitale de l'Empire aztèque, Tenochtitlan, et fonde la colonie de Nouvelle-Espagne, dont il est capitaine général, reconnu par Charles Quint à partir de 1522. Grijalva reste au service de Cortés.
Celui-ci, après les expéditions vers le Honduras (1524-1526) et un séjour en Espagne (1529-1530), organise des expéditions vers la « Californie », contrée encore inexplorée à cette date.

### Les expéditions vers la Californie (1533-1535)
La première expédition a lieu en 1532, sous le commandement de Diego Hurtado de Mendoza. Comme elle ne rentre pas (elle a disparu dans des circonstances inconnues), Cortés envoie une expédition de secours commandée par Diego de Becerra.
Dans cette expédition, Grijalva est capitaine du San Lazaro, deuxième navire de l'escadre. Les deux navires, partis de Manzanillo durant l'automne 1533, se trouvent séparés en décembre. 
Grijalva, naviguant vers le large, découvre les îles Revillagigedo, puis rentre au port de départ en février 1534 (l'autre navire connaît la mutinerie du pilote Fortún Ximénez et atteint la Basse-Californie).
En 1535, Grijalva participe à la troisième expédition, dirigée par Cortés lui-même. Mais le San Lazaro s'étant échoué, Grijalva est obligé d'attendre le retour de Cortés pour rentrer en Nouvelle-Espagne (avril 1536).
À ce moment, la Nouvelle-Espagne est sous la direction du premier vice-roi, Antonio de Mendoza, arrivé à Mexico en novembre 1535. Cortés reste cependant capitaine général, mais subordonné au vice-roi.

### L'expédition transpacifique (1537)
Un courrier arrive à cette époque du Pérou, où Francisco Pizarro, assiégé par les Indiens de Manco Capac II à Lima, demande de l'aide. Cortés décide de lancer une expédition de secours sans attendre, avec deux navires, la caraque Santiago, commandée par Grijalva, et la patache Trinidad (Fernando de Alvarado). Mais il demande aussi à Grijalva de poursuivre ses explorations de la « Mer du Sud » après avoir rempli sa mission.
Grijalva repart du port de Paita en avril 1537. Il voyage d'abord vers le sud-ouest jusqu'à la latitude 29° Sud, puis remonte jusqu'à 25° Nord. Il est alors empêché par les vents de prendre la direction de la Nouvelle-Espagne et revient au niveau de l'équateur. C'est alors que l'équipage lui demande de partir vers l'ouest afin d'atteindre les « îles aux épices » (les Moluques). Grijalva refuse, ne voulant pas se rendre dans des régions attribuées au Portugal par le traité de Tordesillas. Il est assassiné par les marins mutinés. 
L'équipage, poursuivant sa route le long de l'équateur, découvre deux îles : Acea (actuelle île Christmas à Kiribati) et l'île des Pêcheurs (actuelle Nonouti). 
La plupart des mutins meurent au cours du voyage. Le navire s'échoue finalement sur les côtes septentrionales de la Nouvelle-Guinée où trois survivants sont capturés  par les Papous et revendus aux Malais selon Galvão. 
En 1539, le Portugais Antonio Galvao est informé de cette affaire et prend contact avec les rescapés.

### Sources
- António Galvão, Tratado dos descobrimentos, Lisbonne, 1563
- Diogo do Couto, Decadas, Lisbonne, après 1600